# 好藤村
好藤村（よしふじむら）は、1955年（昭和30年）まで愛媛県北宇和郡にあった村であり、現在の鬼北町の北西部の農村である。
昭和の大合併で広見町となり自治体としての歴史は閉じた。さらに平成の大合併で鬼北町となり、現在に至っている。
地名としての「好藤」は好藤小学校などに継承されている。
なお、広見町となって後ではあるが、一部区域は境界変更にて三間町となり、さらに平成の大合併を経て宇和島市域となっている。

## 地理
現在の鬼北町の北西部。鬼北盆地の北部に当たる。東西方向にやや細長く、東は山地を境に愛治村に接し、南は三間川や泉が森の東に連なる山々で近永町と接する。西は三間村に、北は概ね高森山（衣笠山）を境に二名村と接していた。
村内を三間川が西北から東南方向に貫流し、告森川なども流れ込む。これらが谷底平地を形成している。背後の山々は標高300mほどと高山はなく、平地には一面に水田が広がっていた。
地名の由来
かつては「吉藤」と書き、名は天正年間の文書に登場する。

## 社会

### 地域・集落
明治の合併前の村である9箇村がそのまま大字となり、昭和の大合併を経て広見町に、さらに平成の大合併により鬼北町になってからも続けられ、現在に至る。
表記例 鬼北町大字東仲
大字一覧　
是延（これのぶ）、吉波（よしなみ）、西仲（にしなか）、成藤（なりふじ）、国遠（くにとお）、清延（きよのぶ）、沢松（さわまつ）、内深田（うちふかだ）、東仲（ひがしなか） の9か村。
このうち、大字是延は1958年（昭和33年）に三間町に区域変更した。
集落のうち、内深田、東仲、西仲を除き、多くは山裾に立地している。

### 行政
役場
大字成藤に置かれていた。
歴代村長
- 今西幹一郎：1906年 - 1910年　好藤公民館の一角に顕彰の胸像が置かれている。

### 学校
小学校　　当村域に現存
- 好藤小学校

中学校　　当村域には現存しない
- 好藤中学校 → 1954年近永中学校と統合し共立北宇和中学校 → 1972年泉・愛治・三島の各中学校と統合し町立広見中学校となる

## 歴史
中世
- 深田殿竹林院氏が是延と吉波の境付近の小山に一の森城を築いていた。一之森城跡が残っている。

館は内深田に所在したとされる。
- 16世紀後半、土佐一条氏の進攻をたびたび受ける。

藩政期
- 宇和島藩領。

好藤村成立後
- 1889年（明治22年） - 町村制・市制施行時に、9箇村の合併により好藤村となる。
- 1914年（大正3年） - 宇和島鉄道により深田駅開業。
- 1955年（昭和30年）3月31日 - 愛治村・近永町・泉村・三島村との1町4村の合併により広見町となる。
- 1958年（昭和33年）8月1日 - 大字是延が広見町から三間町に境界変更。

```
好藤村の系譜
（町村制実施以前の村）　（明治期）　　　　（昭和の合併）　（平成の合併）
　　　　　　　　　　　　町村制施行時
是延　━━━━┓
吉波　━━━━┫
西仲　━━━━┫
成藤　━━━━┫
国遠　━━━━╋━━━好藤村━━━┓
清延　━━━━┫　　　　　　　　　┃
沢松　━━━━┫　　　　　　　　　┃
内深田━━━━┫　　　　　　　　　┃
東仲　━━━━┛　　　　　　　　　┃
　　　　　　　　　　　　　　　　　┃昭和30年3月31日
　　　　　　　　　　　　　　　　　┃合併
　　　　　　　　　　　近永町━━━╋━広見町━━┳━━━┓平成17年1月1日
　　　　　　　　　　　愛治村━━━┫　　　　　　┃　　　┃合併
　　　　　　　　　　　泉村　━━━┫　　　　　　┃　　　┣━鬼北町
　　　　　　　　　　　三島村━━━┛　　　　　あ┃　　　┃
　　　　　　　　　　　　　　　　　　　三間町━━┻━い　┃
　　　　　　　　　　　　　　　　　　　日吉村━━━━━━┛

あ – 昭和33年8月1日大字是延の地域が三間町へ区域変更
い – 平成17年8月1日宇和島市と合併
（注記）近永町以下の合併前、及び日吉村の合併以前の系譜はそれぞれの記事を参照のこと。

```

## 産業
農業
米作地帯である。このほか麦、柿、栗などを産する。養蚕も営まれている。

## 交通
鉄道
- 宇和島線深田駅 - 1914年（大正3年）宇和島鉄道の駅として開設、現在のJR四国予土線駅として存続

道路

## 民俗
- 神楽

## 名所
- 大本神社境内の桜